# Acronyme postal de la Seconde Guerre mondiale

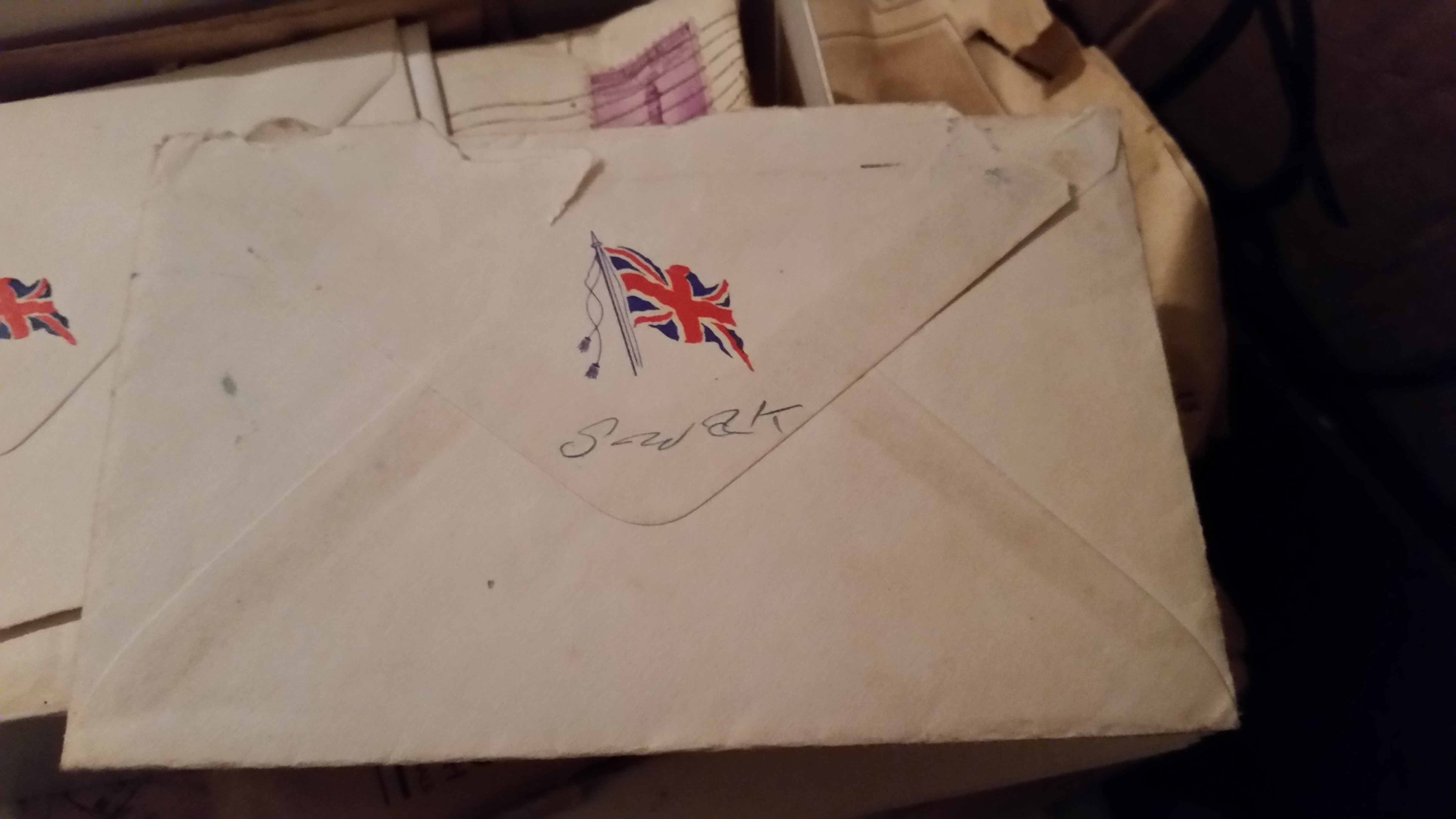
SWAK sur une enveloppe envoyée en 1942.

Un acronyme postal de la Seconde Guerre mondiale est un acronyme postal qui était utilisé lors de la Seconde Guerre mondiale pour transmettre des messages entre les soldats et leurs amoureuses à la maison. 
Ces acronymes étaient habituellement écrits sur le dos de l’enveloppe.

## Liste d'acronymes
Les acronymes, incluant possiblement des additions plus récentes, sont :
- SWALK - Sealed With A Loving Kiss : scellé à l'aide d'un baiser amoureux [2];
- HOLLAND - Hope Our Love Lives/Lasts And Never Dies : j'ai espoir que notre amour durera pour toujours[3];
- ITALY - I Trust And Love You or I'm Thinking About Loving You : je t'aime et te fais confiance [4];
- FRANCE - Friendship Remains And Never Can End : l'amitié est toujours là et ne peut jamais mourir[5] ;
- BURMA - Be Undressed/Upstairs Ready My Angel[6] : sois nue et prête mon ange ;
- MALAYA - My Ardent Lips Await Your Arrival : mes lèvres ardentes attendent ton arrivée [7];
- EGYPT - Eager to Grab Your Pretty Tits[6] : impatient d'avoir tes beaux seins dans les mains ;
- NORWICH - (k)Nickers Off Ready When I Come Home : sois sans culotte quand je reviendrai à la maison[8];
- BOLTOP - Better On Lips Than On Paper : mieux sur les lèvres que sur le papier[9];
- ENGLAND - Every Naked Girl Loves A Naked Dick : toute femme nue aime un pénis nu ;
- CAPSTAN - Can A Prick Stand Twice A Night : est-ce qu'un pénis peut tenir à la garde deux fois pendant une nuit.

Terry Pratchett a parodié brièvement ces acronymes dans Going Postal, un de ses romans dans la série Annales du Disque-monde. Ses acronymes incluaient LANCRE et KLATCH.
Une chanson du groupe Dirty Pretty Things nommée B.U.R.M.A. d'après l'acronyme postal contient la ligne « Be Upstairs Ready My Angel ».